# Naranjo (kanton)
Naranjo is een stad (ciudad) en gemeente (cantón) in de provincie Alajuela. Het ligt op 31 kilometer van de provinciehoofdplaats Alajuela en op 47 kilometer van de hoofdstad San José.
Het is onderverdeeld in acht deelgemeenten (distrito) : Naranjo (de eigenlijke stad), Cirrí Sur, Palmitos, Rosario, San Jerónimo, San José, San Juanen San Miguel.